# Tricloroetileno
El tricloroetileno (TCE) es un hidrocarburo halogenado, líquido sintético, de aroma dulce, sensible a la luz, volátil e incoloro que es miscible con muchos disolventes orgánicos no polares. Tras la combustión, produce gases irritantes y tóxicos.
Se caracteriza por presentar una solubilidad media en agua. Químicamente reacciona de forma violenta con metales, como por ejemplo el litio, magnesio, aluminio, titanio, bario y sodio, y se descompone lentamente por acción de la luz y en presencia de humedad, liberando cloruro de hidrógeno (HCl).
Se usa principalmente como solvente para eliminar grasa de partes metálicas, aunque también es un ingrediente en adhesivos, líquidos decapantes de pintura, para corregir escritura a máquina y quitamanchas. Tiene un uso limitado en productos comerciales y de consumo, sobre todo como agente de limpieza en seco, pero también como ingrediente en algunos productos para el hogar, el arte y el automóvil. En medicina se utilizaba anteriormente como anestésico general.
Tuvo un importante uso en la industria extractora de aceites de orujo para jabonería, sobre todo en los destiladores de aceite  de proceso continuo, al resultar bastante menos inflamable que el sulfuro de carbono que se usaba en los extractores de ciclo completo a presión, no compitiendo en precio con éste pero sí en seguridad. Uno de los principales productores españoles para este uso fue la Sociedad Electroquímica de Flix.
En 2015, el TCE se clasificó como sustancia altamente peligrosa por la Agencia Química Europea, conforme a lo establecido por el reglamento europeo sobre sustancias químicas, REACH por sus siglas en inglés. A partir del 21 de abril de 2016, el TCE no podría ser utilizado como disolvente en los países de la Unión Europea.

## Presencia en el medio ambiente
El tricloroetileno se puede encontrar en el aire, en el agua y en el suelo de los lugares donde se produce o se utiliza. La población en general se puede exponer al tricloroetileno al inhalarlo en el aire, al beber agua contaminada o al comer alimentos que se hayan lavado o procesado con agua contaminada. Por otra parte, no es degradado por microorganismos y no se acumula en los peces.
El tricloroetileno se encuentra por lo general en el aire en concentración menor a 1 parte por millón (ppm). Se han llegado a medir niveles de 1-100 ppm en ambientes laborales, en los que se usa para limpiar metales. En viviendas y lugares públicos se ha encontrado 0,02 ppm. El tricloroetileno se degrada rápidamente en el aire. Las personas que viven cerca de industrias o lugares que presenten desechos con esta sustancia puede estar expuesta a niveles más altos.
El tricloroetileno es algo soluble en el agua (1.1g/L). Se degrada lentamente en la superficie y principalmente se evapora. Puede pasar lentamente al agua subterránea desde el agua superficial. En el agua subterránea al no poderse evaporar rápidamente, permanecerá almacenada durante un largo tiempo.
En el suelo puede encontrarse en forma líquida. Puede desplazarse y contaminar aguas subterráneas o contaminar el aire al volatilizarse. La degradación ocurre lentamente en el suelo o al igual que en el agua, es evaporado. Junto con el agua subterránea, al evaporarse, puede pasar a espacios vacíos debajo de edificaciones y pasar al interior.